# Li Yang (director)
Li Yang (xinès: 李杨) (Xi'an 1959 -) actor, guionista, productor i director de cinema xinès, nacionalitzat alemany. Va assolir un gran èxit i nombrosos premis a nivell internacional amb la seva primera pel·lícula 盲 井 (Blind Shaft).

## Biografia
Li Yang va néixer el 1959 a Xi'an, província de Shanxi (Xina). Fill d'actors va passar la seva infància a Pequín. De 1985 a 1987, va estudiar televisió al Beijing Broadcasting Institute (北京广播学院电视系). Després, l'any 1988, va marxar per continuar els seus estudis a Alemanya a on més tard va obtenir la nacionalitat alemanya.
A Alemanya va estudiar història de l'art a la Universitat Lliure del que encara era Berlín Oest, ara Freie Universität Berlín. Els fets de 1989 a la Xina el van impulsar a quedar-se a Alemanya. De 1990 a 1992, va estudiar dramatúrgia a la Universitat de Múnic, després, de 1992 a 1995, direcció de cinema i televisió a l'Institut d'Arts de Comunicació de Colònia (Kunsthochschule für Medien Köln). A Alemanya també va fer d'actor a la televisió.
Li Yang pertany a la generació de cineastes xinesos que van irrompre a l'escenari cinematogràfic mundial a principis dels anys noranta amb les seves petites produccions independents i que ràpidament es van convertir en un dels favorits dels festivals de cinema internacional.
Malgrat que per la seva edat se´l pot classificar com a membre de nomenada Cinquena Generació, la seva filmografia s'ha considerat com propera a la Sisena Generació, en qualsevol cas Li sempre ha rebutjat ser etiquetat com a membre de cap moviment.
En el rodatge de la seva primera pel·lícula 盲 井 (Blind Shaft) basada en una novel·la de Liu Qingbang, filmada dins unes mines de carbó a la província de Shanxi ja va tenir els primers problemes amb la burocràcia local, i posteriorment va ser censurada i prohibida a la Xina.
Li Yang viu a cavall de Hong Kong i d'Alemanya i amb relació a la seva acceptació a la Xina, en una entrevista al diari anglès The Guardian va dir:
. "Podríeu dir que sóc un director alemany si voleu", . "O podríeu dir que estic utilitzant aquesta identitat per passejar-hi. De qualsevol manera, no crec que tingui futur a la Xina. Allà no tenen una bona impressió de mi”.

## Filmografia
Els seus primers treballs van ser documentals que va rodar a Alemanya, com : "The Kingdom of Women" (妇女王) el 1991, "A Joyful Swan Song" (欢乐的绝唱) el 1994 i "The Mark" (痕) el 1996.
Després de Blind Shaft, el 2007 va estrenar la pel·lícula "Blind Mountain", protagonitzada per Huang Lu, Yang Youan i He Yunle, al 60è Festival Internacional de Cinema de Canes de 2007, el 2014 va fer de guionista a The Taking of Tiger Mountain, dirigida per Tsui Hark, i el 2018 va completar la trilogía amb "Blind Way" dirigida i interpretada per ell.
El 2024 la seva pel·lícula 从21世纪安全撤离, (traduïda a l'anglès com Escape from the 21st Century) protagonitzada pels actors  Zhang Ruoyun, SongYang, Wu Xiaoliang i les actrius Zhong Chuxi i Zhu Yan Manzi,  va ser preseleccionada per a la secció Midnight Madness del 49è Festival Internacional de Cinema de Toronto (TIFF 2024) i presentada LVII Festival Internacional de Cinema Fantàstic de Catalunya.
| Any  | Títol anglès                 | Títol xinès      |                                        |
| ---- | ---------------------------- | ---------------- | -------------------------------------- |
| 2003 | Blind Shaft                  | 盲 井            | Guionista, Productor, Director i Actor |
| 2007 | Blind Mountain               | 盲山             | Guionista i Director                   |
| 2014 | The Taking of Tiger Mountain | 智取威虎山       | Guionista                              |
| 2017 | Battle of Xiangjiang         |                  | Actor                                  |
| 2018 | Blind Way                    | 盲 道            | Actor i Director                       |
| 2024 | Escape from the 21st Century | 从21世纪安全撤离 | Director                               |

### Premis
- Blind Shaft:
  - Os de Plata al 53è Festival Internacional de Cinema de Berlín[9]
  - Premi de Plata al Festival Internacional de Cinema de Hong Kong[1]
  - 2003: Premis de Cinema Golden Horse
  - Tribeca Film Festival[10]
  - Hawaii International Film Festival 2003[11]
  - Edinburgh International Film Festival 2003[12]
  - International Film Festival Bratislava 2003[13]
- Blind Mountain
  - International Film Festival Bratislava 2007[14]
- The Taking of Tiger Mountain
  - Golden Rooster Award (Jinji Jiang) Nominada al millor guió adaptat[15]